# Barton Fink
Barton Fink je ameriški psihološki filmski triler iz leta 1991, ki sta ga režirala, producirala, montirala in zanj napisala scenarij brata Coen. Dogajanje je postavljeno v leto 1941, v naslovni vlogi nastopata John Turturro kot mladi newyorški dramatik, ki ga Hollywoodski filmski studio najame za pisanje scenarijev, in John Goodman kot Charlie Meadows, zavarovalniški agent, ki živi v sosednji sobi zamerjenega hotela in se izkaže za serijskega morilca.
Brata Coen sta napisala scenarij v treh tednih, ko sta imela težave s scenarijem za film Millerjevo križišče. Takoj po končanju slednjega se je pričelo snemanje filma Barton Fink. Nanj je vplivalo več režiserjev, posebej Roman Polanski s filmoma Odvratnost (1965) in Podnajemnik (1976).
Film je bil premierno prikazan 18. maja 1991 na Filmskem festivalu v Cannesu, kjer je osvojil tako glavno nagrado zlata palma, kot tudi nagradi za najboljšega režiserja in igralca (Turturro). Čeprav film ni prinesel finančnega uspeha, pa je naletel na dobre ocene kritikov in bil na 64. podelitvi nominiran za oskarja v treh kategorijah, za najboljšega stranskega igralca (Michael Lerner), scenografijo in kostumografijo. Film se ukvarja s temami pisateljskega procesa, suženjstva in pogojev dela v kreativnih industrijah, površne razločitve visoke in nizke kulture ter odnosa intelektualcev z običajnim človekom.

## Vloge
- John Turturro kot Barton Fink
- John Goodman kot Charlie Meadows
- Michael Lerner kot Jack Lipnick
- Judy Davis kot Audrey Taylor
- John Mahoney kot W. P. Mayhew
- Tony Shalhoub kot Ben Geisler
- Jon Polito kot Lou Breeze
- Steve Buscemi kot Chet
- David Warrilow kot Garland Stanford
- Richard Portnow kot detektiv Mastrionotti
- Christopher Murney kot detektiv Deutsch